# Трогон чорноголовий
Трогон чорноголовий (Harpactes orrhophaeus) — вид трогоноподібних птахів родини трогонових (Trogonidae).  Мешкає в Малайзії, Таїланді, Індонезії та Брунеї.

## Опис
Середня довжина птаха становить 25 см. Як і більшість трогонів, малабарський трогон має яскраве забарвлення. Виду притаманний статевий диморфізм. Голова самців чорного кольору. Верхня частина тіла коричнева, груди і живіт червоні. Крила чорні. Хвіст коричневий зверху і білий знизу, з боків чорний. Голова самиць темно-коричневого кольору, живіт жовтуватий. І у самців, і у самиць дзьоб блакитний, над очима невеликі сині "брови".

## Поширення і екологія
Чорноголові трогони мешкають в біогеографічному регіоні Сунда, що включає Малайзію, Таїланд, Індонезію і Бруней. Це осілий птах на всьому ареалі. На Малайському півострові він живе в нижньому ярусі тропічного лісу на висоті до 180 м над рівнем моря. На Борнео зустрічається в гірських тропічних лісах на висоті 1000–1400 м над рівнем моря.

## Підвиди
Виділяють два підвиди чорноголового трогона:
- H. o. orrhophaeus (Cabanis & Heine, 1863) — Малайський півострів і Суматра
- H. o. vidua Ogilvie-Grant, 1892 — Борнео

## Поведінка
Харчується комахами. яких ловить на деревах. Гніздо будує в дуплах дерев на висоті 1,5 м над землею. В кладці 2 яйця.